# Windows Installer
Windows Installer (precedentemente denominato Microsoft Installer) è un componente per l'installazione, la manutenzione e la rimozione dei software nei sistemi operativi Microsoft Windows prodotto dalla Microsoft stessa.
Le informazioni di installazione e i file del programma sono contenuti in pacchetti organizzati come database relazionali nei cosiddetti "file MSI", dalla loro estensione.
Windows Installer è un notevole passo avanti rispetto al suo predecessore, Setup API: le nuove funzionalità, come un framework per la gestione dell'interfaccia grafica, la generazione automatica della sequenza di disinstallazione, e gli strumenti avanzati per la distribuzione, lo hanno portato in competizione con altri framework d'installazione stand-alone, come InstallShield, WISE e NSIS.
Le versioni più recenti di questi framework sono basate su Windows Installer in modo da sincronizzarsi al meglio con gli altri installer e mantenere il database delle installazioni integro, per permettere operazioni come il rollback.

## Versioni
| Versione | Incluso con                                                                     | Disponibile anche per                                                                                |
| -------- | ------------------------------------------------------------------------------- | --- |
| 1.0      | Office 2000                                                                     | N.D.                                                                                                 |
| 1.1      | Windows 2000 RTM, SP1, SP2                                                      | Windows 95, Windows 98 Windows NT 4.0                                                                |
| 1.2      | Windows Me                                                                      | N.D.                                                                                                 |
| 2.0      | Windows XP RTM, SP1 Windows 2000 SP3, SP4 Windows Server 2003 RTM               | Windows 9x Windows NT 4.0 Windows 2000                                                               |
| 3.0      | Windows XP SP2                                                                  | Windows 2000 Windows XP Windows Server 2003                                                          |
| 3.1      | Windows XP SP3 Windows Server 2003 SP1, SP2 Windows XP Professional x64 Edition | Windows 2000 Windows XP Windows Server 2003                                                          |
| 4.0      | Windows Vista RTM, SP1 Windows Server 2008 RTM                                  | N.D.                                                                                                 |
| 4.5      | Windows Vista SP2 Windows Server 2008 SP2                                       | Windows XP Windows Server 2003 Windows XP Professional x64 Edition Windows Vista Windows Server 2008 |
| 5.0      | Windows 7 e successivo Windows Server 2008 R2 e successivo                      | N.D.                                                                                                 |

Nell'ottobre 2018, Microsoft ha rilasciato MSIX Packaging Tool come il successore di MSI.